# Lütgen-Wiederstedt
Lütgen-Wiederstedt ist eine Wüstung zwischen Welfesholz, Sandersleben und dem heutigen Wiederstedt im Landkreis Mansfeld-Südharz in Sachsen-Anhalt, Deutschland. Das Dorf lag in einer der Wipper zulaufenden Talmulde oberhalb der heutigen Bahnstrecke zwischen der Kleinstadt Hettstedt und Sandersleben.

## Geschichte
Lütgen-Wiederstedt war eine deutsche Siedlung der Wariner Zeit. Das voranstehende Lütgen- bedeutet in der alten Sprache des Mansfelder Landes Klein-, wie z. B. bei Lüttchendorf. Westlich von Lütgen-Wiederstedt stehen heute noch die zusammenhängenden Siedlungen Ober- und Unter-Wiederstedt, die heute den Ortsteil Wiederstedt der Einheitsgemeinde Stadt Arnstein bilden. Lütgen-Wiederstedt hatte eine eigene Kirche und bestand aus mindestens 6 Höfen.
Das Dorf wurde im Jahre 1241 urkundlich erwähnt, als Graf Walther von Arnstein dem Hospital auf dem Kupferberg bei Hettstedt drei Höfe aus seinem Eigentum zu parvo Wederstide übereignete.
Urkundlich für das Jahr 1280 belegt ist ein Verkauf von zwei Hufen zu Lütken-Wiederstedt von Graf Otto I. zu Ascharien an das Marienstift zu Aschersleben.
Im Jahre  1293 schenkten die Fürsten Albrecht und Bernhard II. von Anhalt dem Kloster zu Mehringen zwei Hufen zu Klein Wederstede. Im Jahre 1295 übereigneten dieselben Fürsten dann dem Kloster zu Unter-Wiederstedt aus ihrem Eigentum zwei Hufen im Felde bei Minoris Wederstede. Das Kloster Mehringen erkaufte im Jahre 1299 von den beiden Fürsten acht weitere Hufen zu Klein Wederstede für damals 86 Mark. Damit ist nicht die spätere Deutsche Mark gemeint, sondern eine frühere, weit wertvollere gleichnamige Münzwährung.
Am 4. Mai 1320 erhielt das Kloster zu Unter-Wiederstedt u. a. eine weitere Hufe in parvo Wedderstede von Fürst Bernhard III. von Anhalt. Derselbe Fürst belehnte am 1. April 1335 einen Thile van Wedderstede mit sechs Hufen zu Groten Wedderstede und einem Hof im Lutken Wedderstede. Dazu bekam Thile van Wedderstede noch ein zugehöriges Gehölz belehnt.
In einer Urkunde aus dem Jahre 1369 ist überliefert, dass Jutta, die damalige Gattin des Grafen Rudolf von Freckleben zwei Teile des Zehnten zu Klein Wiederstedt als Heiratsgut hatte.
Vom 7. August 1400 ist überliefert, dass die Fürsten Otto und Bernhard von Anhalt eine Erlaubnis des Erzbischofs Albrecht IV. guthießen, in denen die Bürger des nahegelegenen Sandersleben das Recht bekamen, die Flur und Dorfstätte von Lutteken Wederstede mit ihren Pflügen zu bearbeiten. Dieses gehörte damals zum Schloss Friedeburg an der Saale.
Ebenfalls aus dem Jahre 1400 ist überliefert, dass Erzbischof Albrecht IV. einen Claus Loderstede u. a. mit fünf Schock Garben (Einer damaligen Währung) des Zehnten aus dem Felde von parva Wederstede belehnte.
Für den 3. November 1494 wurde ein Lüttken Wedderstedt in einem Lehnsbrief Erzbischof Günthers II. an die Grafen von Mansfeld als Zubehör des Schlosses Friedeburgs genannt.
Am 28. Juli 1498 wurde ein Baumgarten im Wüsten Widerstedt zusammen mit einem Gehölz mit dem Namen Der Trendel in einer Urkunde des Fürsten Woldemar von Anhalt genannt.
Zuletzt bekannte am 9. September 1509 ein Hans von Trotha den Verkauf seiner Einkünfte von 48 Goldgulden des Zehnts zu Lütken Wiederstedt an den Halberstädter Dompropst Balthasar von Nüwenstadt für einen Gegenwert von 800 Gulden.
Im Jahre 1561 wurde der Ort als Flecklein Lutken-Wiederstedt erwähnt.
Am 17. August 1565 wurde ein Christoph von Trotha vom Fürsten Joachim Ernst von Anhalt u. a mit den Zinsen von Klein Wiederstedt belehnt.
Nachdem das Dorf verlassen wurde, verfiel es zunehmend. Die Dorfkirche wurde im 16. Jahrhundert auf Geheiß der Obrigkeit abgebrochen. Nach Überlieferungen des damaligen Gerbstedter Bürgermeisters Römer soll der Taufstein der Kirche noch im Jahre 1743 sichtbar gewesen sein. 
Für das Jahr 1893 ist eine Schankwirtschaft in der alten Dorfstelle bekannt, die jedoch heute nicht mehr existiert.